# Cairanne
Cairanne – miejscowość i gmina we Francji, w regionie Prowansja-Alpy-Lazurowe Wybrzeże, w departamencie Vaucluse.
Według danych na rok 1990 gminę zamieszkiwały 863 osoby, a gęstość zaludnienia wynosiła 38 osób/km² (wśród 963 gmin regionu Prowansja-Alpy-W. Lazurowe Cairanne plasuje się na 402. miejscu pod względem liczby ludności, natomiast pod względem powierzchni na miejscu 445.).

## Współpraca
Miejscowość partnerska:
- Flobecq, Belgia